# I Do I Do I Do I Do I Do
I Do, I Do, I Do, I Do, I Do is een nummer van de Zweedse popgroep ABBA, hun tweede echte wereldhit na Waterloo. In Nederland was het de eerste single van hun album ABBA. Het nummer werd geschreven door Benny Andersson, Björn Ulvaeus en hun manager Stig Anderson.

## Achtergrond
Na de release van Waterloo had ABBA moeite een nieuwe wereldhit te scoren. I Do, I Do, I Do, I Do, I Do bracht de groep weer terug in de spotlights. Met een saxofoon als begeleiding en als hommage aan de Schlagermuziek uit de jaren 50 werd het nummer 1-hit in bijna elk land ter wereld, op Groot-Brittannië na. Er werd ook een videoclip gemaakt, waardoor de populariteit van het nummer, vooral in Australië, nog verder toenam. Het nummer valt op, doordat het geen traditionele indeling heeft in coupletten en refreinen, die andere liedjes van ABBA kenmerkt.
I do, I do, I do, I do, I do werd een van de favoriete trouwnummers in Zweden, waarschijnlijk vooral door de titel en de sentimentele aard van het nummer.

## Hitnotering
| I Do I Do I Do I Do I Do in de Nederlandse Top 40 - binnen: 22 maart 1975 | I Do I Do I Do I Do I Do in de Nederlandse Top 40 - binnen: 22 maart 1975 | I Do I Do I Do I Do I Do in de Nederlandse Top 40 - binnen: 22 maart 1975 | I Do I Do I Do I Do I Do in de Nederlandse Top 40 - binnen: 22 maart 1975 | I Do I Do I Do I Do I Do in de Nederlandse Top 40 - binnen: 22 maart 1975 | I Do I Do I Do I Do I Do in de Nederlandse Top 40 - binnen: 22 maart 1975 | I Do I Do I Do I Do I Do in de Nederlandse Top 40 - binnen: 22 maart 1975 | I Do I Do I Do I Do I Do in de Nederlandse Top 40 - binnen: 22 maart 1975 | I Do I Do I Do I Do I Do in de Nederlandse Top 40 - binnen: 22 maart 1975 | I Do I Do I Do I Do I Do in de Nederlandse Top 40 - binnen: 22 maart 1975 | I Do I Do I Do I Do I Do in de Nederlandse Top 40 - binnen: 22 maart 1975 | I Do I Do I Do I Do I Do in de Nederlandse Top 40 - binnen: 22 maart 1975 |
| Week                                                                      | 1                                                                         | 2                                                                         | 3                                                                         | 4                                                                         | 5                                                                         | 6                                                                         | 7                                                                         | 8                                                                         | 9                                                                         | 10                                                                        |                                                                           |
| ------------------------------------------------------------------------- | ------------------------------------------------------------------------- | ------------------------------------------------------------------------- | ------------------------------------------------------------------------- | ------------------------------------------------------------------------- | ------------------------------------------------------------------------- | ------------------------------------------------------------------------- | ------------------------------------------------------------------------- | ------------------------------------------------------------------------- | ------------------------------------------------------------------------- | ------------------------------------------------------------------------- | ------------------------------------------------------------------------- |
| Nummer                                                                    | 28                                                                        | 13                                                                        | 7                                                                         | 3                                                                         | 3                                                                         | 12                                                                        | 17                                                                        | 17                                                                        | 26                                                                        | 40                                                                        | uit                                                                       |

| I Do I Do I Do I Do I Do in de Nationale Hitparade - binnen: 22 maart 1975 | I Do I Do I Do I Do I Do in de Nationale Hitparade - binnen: 22 maart 1975 | I Do I Do I Do I Do I Do in de Nationale Hitparade - binnen: 22 maart 1975 | I Do I Do I Do I Do I Do in de Nationale Hitparade - binnen: 22 maart 1975 | I Do I Do I Do I Do I Do in de Nationale Hitparade - binnen: 22 maart 1975 | I Do I Do I Do I Do I Do in de Nationale Hitparade - binnen: 22 maart 1975 | I Do I Do I Do I Do I Do in de Nationale Hitparade - binnen: 22 maart 1975 | I Do I Do I Do I Do I Do in de Nationale Hitparade - binnen: 22 maart 1975 | I Do I Do I Do I Do I Do in de Nationale Hitparade - binnen: 22 maart 1975 | I Do I Do I Do I Do I Do in de Nationale Hitparade - binnen: 22 maart 1975 |
| Week                                                                       | 1                                                                          | 2                                                                          | 3                                                                          | 4                                                                          | 5                                                                          | 6                                                                          | 7                                                                          | 8                                                                          |                                                                            |
| -------------------------------------------------------------------------- | -------------------------------------------------------------------------- | -------------------------------------------------------------------------- | -------------------------------------------------------------------------- | -------------------------------------------------------------------------- | -------------------------------------------------------------------------- | -------------------------------------------------------------------------- | -------------------------------------------------------------------------- | -------------------------------------------------------------------------- | -------------------------------------------------------------------------- |
| Nummer                                                                     | 19                                                                         | 9                                                                          | 7                                                                          | 4                                                                          | 3                                                                          | 6                                                                          | 13                                                                         | 26                                                                         | uit                                                                        |

### Evergreen Top 1000
| Evergreen Top 1000 "I Do I Do I Do I Do I Do" | Evergreen Top 1000 "I Do I Do I Do I Do I Do" | Evergreen Top 1000 "I Do I Do I Do I Do I Do" | Evergreen Top 1000 "I Do I Do I Do I Do I Do" | Evergreen Top 1000 "I Do I Do I Do I Do I Do" | Evergreen Top 1000 "I Do I Do I Do I Do I Do" | Evergreen Top 1000 "I Do I Do I Do I Do I Do" | Evergreen Top 1000 "I Do I Do I Do I Do I Do" | Evergreen Top 1000 "I Do I Do I Do I Do I Do" | Evergreen Top 1000 "I Do I Do I Do I Do I Do" | Evergreen Top 1000 "I Do I Do I Do I Do I Do" |
| Jaar                                          | 2008                                          | 2009                                          | 2010                                          | 2011                                          | 2012                                          | 2013                                          | 2014                                          | 2015                                          | 2016                                          | 2017                                          |
| --------------------------------------------- | --------------------------------------------- | --------------------------------------------- | --------------------------------------------- | --------------------------------------------- | --------------------------------------------- | --------------------------------------------- | --------------------------------------------- | --------------------------------------------- | --------------------------------------------- | --------------------------------------------- |
| Positie                                       | -                                             | 134                                           | 294                                           | 285                                           | 236                                           | -                                             | 764                                           | 701                                           | -                                             | -                                             |

### NPO Radio 2 Top 2000
| Nummer met noteringen in de NPO Radio 2 Top 2000 | '04  | '05  | '06 | '07  |
| ------------------------------------------------ | ---- | ---- | --- | ---- |
| I Do, I Do, I Do, I Do, I Do                     | 1781 | 1801 | -   | 1525 |

1. ↑  Een '-' betekent dat het nummer niet was genoteerd en een vetgedrukt getal geeft de hoogste notering aan.
2. ↑  2004 was het eerste jaar met een notering voor dit nummer.
3. ↑  Deze tabel is bijgewerkt tot en met de laatste editie (2024).

## Trivia
- Het nummer wordt gezongen in de tweede acte van de Mamma Mia!-musical, wanneer Sky en Sophie besluiten niet te trouwen. In hun plaats wil Sam met Donna trouwen, en vraagt haar waarbij hij haar vraagt ja (I Do) te zeggen. Zij twijfelt eerst, maar uiteindelijk zegt ze toch I Do, I Do, I Do, I Do, I Do. In de film Mamma Mia! wordt het nummer ook gezongen (door Meryl Streep en Pierce Brosnan), maar het staat niet op de officiële soundtrack van de film.
- Ook in de film Muriel's Wedding wordt het nummer gebruikt, wanneer Muriel, zelf een grote ABBA fan, naar het altaar stapt. Iedereen, verwacht de klassieke bruidsmuziek tot opeens dit nummer door kerk schalt.